# Андекур ле Рансар
Андекур ле Рансар (фр. Hendecourt-lès-Ransart) насеље је и општина у североисточној Француској у региону Север-Па д Кале, у департману Па де Кале која припада префектури Арас.
По подацима из 2011. године у општини је живело 117 становника, а густина насељености је износила 52,94 становника/km². Општина се простире на површини од 2,21 km². Налази се на средњој надморској висини од 122 метара (максималној 124 m, а минималној 90 m).

## Демографија
| 1962. | 1968. | 1975. | 1982. | 1990. | 1999. | 2011. |
| ----- | ----- | ----- | ----- | ----- | ----- | ----- |
| 126   | 132   | 120   | 118   | 123   | 125   | 117   |

График промене броја становника у току последњих година